# Augusto Sobral
Augusto Sobral (Lisboa, 14 de março de 1933 – Lisboa, 2 de fevereiro de 2017) foi um dramaturgo, actor, encenador e cenógrafo português. Como autor de Memórias de uma Mulher Fatal recebeu o Prémio da Imprensa (1981).

## Biografia
Augusto Sobral nasceu a 14 de março de 1933, em Lisboa.
Licenciou-se em Arquitectura na Escola Superior de Belas-Artes de Lisboa em 1963 e foi actor no Teatro Universitário de Lisboa. Integrou o grupo de oposição a Salazar “MUD Juvenil”.
Estreou-se como dramaturgo, em 1961, com as peças O Borrão (do Grupo Cénico da Faculdade de Direito de Lisboa) e Consultório, no Teatro Nacional D. Maria II, encenada por Artur Ramos; ambas as peças de um só acto.
Em 1963, escreve a peça Os Degraus, “pungente dramatização de certa juventude intelectual combativa” (História da Literatura Portuguesa) representada na segunda colectânea de Teatro, estreitamente a fim do experimentalismo formal de Poesia 61 e da Colecção Nova Vaga, que desde 1961 se consagra às tentativas do novo romance. A peça não foi, contudo, aprovada pela censura. Fundou o Grupo de Teatro Proposta em 1975, com Manuel Coelho, Fernando Gusmão, Luís Alberto e Victor Esteves; a produção mais destacada foi Notícias do Poder (1976).
Entre 1977 e 1978, colaborou com Ary dos Santos na escrita do guião dos espectáculos do Grupo 4, Os Macacões e O Caso da mãozinha misteriosa.
Publicou Quem Matou Alfredo Mann (1981, Teatro Estúdio de Arte Realista, Porto), Memórias de Uma Mulher Fatal (1981), Abel Abel (1984, Teatro do Bairro Alto) e Inexistência (2002; Teatro Mirita Casimiro). Traduziu As Três Irmãs de Anton Tchekhov, Sonho de uma Noite de Verão, de William Shakespeare, e A Escola de Mulheres, de Molière. Com José Fonseca e Costa, escreveu o argumento dos filmes Os Demónios de Alcácer Quibir (1976) e Viúva Rica Solteira Não Fica (2006).
Augusto Sobral recebeu o Prémio da Imprensa (1981), ou Prémio da Bordalo, como na categoria de "Teatro", como autor de Memórias de uma Mulher Fatal (1981), entregue pela Casa da Imprensa, em 1982. Nesta cerimónia também foram distinguidos, na mesma categoria os actores Maria do Céu Guerra, Rui de Carvalho, Rogério Vieira (Revelação), Amélia Rey Colaço (Recompensa de uma Carreira)  e os encenadores Helder Costa e Carlos Avilez
Terminada em 1979, Memórias de Uma Mulher Fatal teve encenação, em Lisboa, em 1984, de Rogério Vieira, tendo recebido o Prémio da Crítica.
Augusto Sobral morreu a 2 de fevereiro de 2017, em Lisboa, aos 83 anos de idade.

## Obra

### Teatro
Autor
- Abel, Abel[1]
- Almada - Dia Claro[1]
- Inexistência É uma Comédia[1]
- O Bigode[1]
- O Caso da Mãozinha Misteriosa, com Ary dos Santos e Rui Mendes[1]
- Os Macacões, com Ary dos Santos[1]
- O Borrão (1960)[1]
- Consultório (Editora Arcádia, 1961)[1][5]
- Os Degraus (Presença, 1964)[1][6]
- Quem Matou Alfredo Mann? (Moraes Editores, 1981)[1][7]
- Memórias de uma Mulher Fatal (Caminho, 1982)[1][8]
- Bela-Calígula (Estudios & etc., 1987)[1][9]

Tradutor/Adaptador
- A Escola das Mulheres (École des Femmes (1662) de Molière)[1]
- A Louca de Chaillot (La Folle de Chaillot de Jean Giraudoux)[1]
- Filhos do Sol (Deti solnca de Máximo Gorki)[1]
- Menina Júlia (Fröken Julie (1888) de August Strindberg)[1]
- Os Porquinhos da Índia (Les Cochons d'Inde de Yves Jamiaque)[1]
- Sonho de uma Noite de Verão (A Midsummer Night's Dream (1595) de William Shakespeare)[1]
- As Três Irmãs (Tri Sestry (1900) de Anton Tchekhov), com Carol Loff e Rui Mendes[1]

### Cinema
Argumentista
- Os Demónios de Alcácer Quibir (1977)[10]
- Azul, Azul (1986)[10]
- Viúva Rica Solteira Não Fica (2006)[10]